# J. F. Revol
J. F. Revol war ein französischer Hersteller von Automobilen.

## Unternehmensgeschichte
Das Unternehmen aus Fontenay-aux-Roses begann 1923 mit der Produktion von Automobilen. Der Markenname lautete Revol. 1925 endete die Produktion.

## Fahrzeuge
Das einzige Modell war ein Cyclecar. Für den Antrieb sorgte ein Zweizylindermotor. Zur Wahl standen Motoren von Train mit 990 cm³ Hubraum und von Anzani mit 1100 cm³ Hubraum.